# Idmonea bifrons
Idmonea bifrons är en mossdjursart som beskrevs av Campbell Easter Waters 1884. Idmonea bifrons ingår i släktet Idmonea och familjen Idmoneidae. Inga underarter finns listade i Catalogue of Life.